# W. J. Megill
W. J. Megill, officier canadien lors de la Seconde Guerre mondiale, avec le grade de Brigadier (général de brigade), il commande la 5e brigade de la 2e division d’infanterie canadienne, qui comprend les célèbres Black Watch of Canada. il participe à l'opération Spring lors de la bataille de Normandie.